# Illésy Sándor (altábornagy)
Illésy Sándor (Kisújszállás, 1769. március 4. – Temesvár, 1832. április 23.) császári és királyi altábornagy.

## Élete
A Nagykun kerületben született, ahol apja Illésy János Nagykun kapitány volt. Középiskoláit a debreceni református kollégiumban végezte. Hajlandósága lévén a katonaságra, a szintén kun származású Mészáros ezredes (az 1848-as Mészáros Lázár hadügyminiszter atyja) meghívására 1785. április 11-én a magyar királyi lovas ezredbe lépett és a kollégiumtól elbúcsúzván, ezredéhez Lengyelországba utazott.
1787-ben a magyar királyi nemes testőrséghez tétetett át; de a török háború kiütésekor saját kérelmére a Greven magyar lovas ezredhez hadnagynak neveztetett ki, sietős küldetéssel Horvátországba. Részt vett a hadjáratban, 1788-ban Dubica alatt sebet kapott, de kigyógyulván, még azon évben Laudon fővezér mellett mint szolgálattevő tiszt működött. Több csatában vett részt és a háború sanyarúságai következtében négy hónapig feküdt betegen Zimonyban és Belgrádban szállásolva 1791 végéig; ekkor Galíciába rendeltetett. 1793-tól a Rajna mellett táborozott; 1794-ben főhadnagy lett és csaknem szakadatlanul harcolt a franciák ellen. (Több érdekes csata leírását mellékelte önéletiratához). 1797 júniusában kapitánynak neveztetett ki a Blankenstein huszárezredbe; 1800-ban ismét megsebesítették; sebéből kigyógyulván őrnaggyá léptették elő. 1805-ben a francia háború újra kiütvén, ismét a Rajna mellé rendelték. 
1808-ban alezredes lett és Varsó körül mint katonai kormányzó alkalmaztatott. 1808-ban ezredessé nevezték ki. 1813-ban részt vett a drezdai és lipcsei ütközetben. Majd I. Ferenc király mellé rendeltetvén, Baselbe sietett és a párizsi békekötésig, míg Ferenc Bécsbe vissza nem jött, folyvást a király személye mellett volt. 1814-ben Sándor orosz cár a Vladimir és a Szent Anna kereszttel tüntette ki. Az 1815. évi háborúban az armadia avantgardáját vezényelte mint tábornok; részt vett a párizsi, fontenebleaui, orleansi és dijoni táborozásokban és október végén visszatért hazájába; 1816-ban Kassára, innen 1819-ben Debrecenbe rendeltetett. (1814-ben a három fejedelemnek Budán időzése alkalmával diviziójával Pest alatt mulatott és szintén 1814-ben Mária Lujzát, Napóleon hitvesét, Rambillion városától Dijonig kisérte). 1830-ban altábornagynak neveztetett ki és Lembergbe helyeztetett; 1831-ben pedig Temesvárra, ahol 1832. április 23-án meghalt. Bars, Szabolcs, Tolna, Arad és Bihar vármegye táblabírája volt.
Önéletiratot hagyott hátra, melyet családja számára írt.